# Tandil
Tandil – miasto w Argentynie, w prowincji Buenos Aires.
Liczba mieszkańców w 2013 roku wynosiła ok. 111 tys.
W mieście rozwinął się przemysł maszynowy oraz samochodowy. W mieście znajduje się port lotniczy Tandil.

## Urodzeni w Tandil
- María José Argeri – tenisistka
- Mauro Camoranesi – piłkarz, reprezentant Włoch
- Juan Martín del Potro – tenisista
- María Irigoyen – tenisistka
- Juan Mónaco – tenisista
- Mariano Pernii – piłkarz, reprezentant kraju